# Nueva Villa de las Torres
Nueva Villa de las Torres – gmina w Hiszpanii, w prowincji Valladolid, w Kastylii i León, o powierzchni 35,81 km². W 2011 roku gmina liczyła 321 mieszkańców.